# Атака террористов на индийское посольство в Кабуле (2009)
Атака террористов на индийское посольство в Кабуле произошла 8 октября 2009 года, целью атаки стало посольство Индии.

## Ход атаки
8 октября 2009 года в 8:30 по местному времени находившийся в легковой автомашине «Toyota Corolla» террорист-смертник привёл в действие взрывное устройство у стены посольства Индии в Афганистане.
После взрыва в июле 2008 года индийские власти заявляли, что пакистанская межведомственная разведка причастна к атаке. После взрыва в октябре 2009 года, отношения между странами вновь накалились. Как отмечают аналитики, атака боевиков на индийское посольство осуществляется с целью создания негатива в отношениях Афганистана, Индии и Пакистана.

## Результаты
В результате атаки погибли 17 человек, ещё 83 получили ранения различной степени тяжести. Все погибшие являлись гражданами Афганистана (из числа раненых, трое являлись сотрудниками службы безопасности посольства; кроме того, в официальном сообщении министерства внутренних дел Афганистана сообщается, что два погибших и 13 раненых являлись сотрудниками афганской полиции, остальные — гражданскими лицами).
Вскоре после взрыва ответственность за теракт взяла на себя радикальная суннитская группировка Талибан. На их сайте было написано, что смертника звали Халид.